# Birger Platon
John Birger Platon, född 11 oktober 1895 i Jönköping, död 29 september 1944 i Alnarp, var en svensk mejerivetenskapsman.
Birger Platon var son till överläraren Jolin Erik Platon. Han avlade studentexamen i Jönköping 1914, blev 1920 filosofie kandidat och 1922 filosofie licentiat vid Lunds universitet samt avlade mejerikonsulentexamen vid Alnarps lantbruksinstitut 1925. Platon var 1923–1928 assistent vid Centralanstalten för försöksväsendet på jordbruksområdets avdelning för mejerihantering först i Alnarp och från 1925 i Stockholm, dock med undantag för 1926–1927, då han i USA studerade mejerikemi med mara. Han företog även studieresor till Tyskland, Österrike, Italien, Nederländerna och Storbritannien. Platon blev 1928 tillförordnad professor i mejerilära och bakteriologi samt kemi vid Ultuna lantbruksinstitut och utnämndes 1932 till professor och föreståndare för Centralanstaltens avdelning för mejerihantering i Stockholm. Denna omorganiserades 1937 till Statens mejeriförsök, fortfarande med Platon som föreståndare, och förlades till Alnarp. Platons forskning innefattade undersökningar över mjölk- och mejerivetenskapliga ämnen som utfordringens inverkan på mejeriprodukternas kvalitet, bestämningen av smörfetthalten i fettblandningar och den svenska mejerimjölkens kemiska sammansättning. Hans resultat publicerades huvudsakligen i fackpressen samt i Meddelanden från Centralanstalten och Statens mejeriförsök. Bland hans många uppdrag märks, att han var utredningsman hos 1928 års jordbruksutredning, ledamot av 1933 års mjölk- och mejeriutredning, expert för mejerifrågor hos 1937 års livsmedelslagstiftningssakkunniga och ledamot av Jordbrukets upplysningsnämnd från 1943. Därutöver var han Sveriges ombud vid de internationella mejerikongresserna i Rom 1934 och Berlin 1936 samt från 1933 ordförande i den svenska nationalkommittén av den internationella mejerifederationen.